# STARHORSE
STARHORSE（スターホース）とはセガ フェイブ（2015年3月までと2020年4月から2024年3月まではセガ、2015年4月から2020年3月まではセガ・インタラクティブ）の競馬メダルゲーム。
2000年に第1作が稼働。シリーズ作品であり、続編として
- 2001年：STARHORSE 2001
- 2002年：STARHORSE 2002
- 2003年：STARHORSE PROGRESS
- 2005年：STARHORSE2 NEW GENERATION
- 2006年：STARHORSE2 SECOND FUSION
- 2007年：STARHORSE2 THIRD EVOLUTION
- 2008年：STARHORSE2 FOURTH AMBITION
- 2009年：STARHORSE PROGRESS Returns / STARHORSE2 FIFTH EXPANSION
- 2010年：STARHORSE2 FINAL DESTINATION
- 2011年：STARHORSE3 SeasonI A NEW LEGEND BEGINS
- 2013年：STARHORSE3 SeasonII BLAZE OF GLORY
- 2014年：STARHORSE3 SeasonIII CHASE THE WIND
- 2015年：STARHORSE3 SeasonIV DREAM ON THE TURF
- 2016年：STARHORSE3 SeasonV EXCEED THE LIMIT
- 2017年：STARHORSE3 SeasonVI FULL THROTTLE
- 2017年: StarHorse Pocket
- 2018年: StarHorse3 SeasonVII GREAT JOURNEY
- 2019年: STARHORSE4[1]

が稼働開始している。
2005年にはSTARHORSE2シリーズが、2011年にはSTARHORSE3シリーズが、2019年にはSTARHORSE4シリーズが開始。2017年にはSTARHORSE3のスマートフォンアプリ版であるSTARHORSE Pocketが配信開始。また派生作品として競艇を題材にした『STARBOAT』（スターボート）も稼働した。
本項では主に第1世代STARHORSEシリーズにあたる1作目の『STARHORSE』から『 - PROGRESS』及び『 - PROGRESS Returns』について取り上げる。

## 概要
2002年のJRAレーシングプログラムに基づき実在の芝・ダートの重賞レースと架空の極東競馬場で行われるWORLD BREEDERS' CUP（以下WBCと略す）、合わせて67レースのうち60レースを循環させてゲームを進めている（一部のレースは関東・関西交互に隔年で行われている）。
レースは8〜12頭で行われる。中山競馬場・東京競馬場・中京競馬場・京都競馬場・阪神競馬場をCGで忠実に再現している。なお、阪神競馬場は改修前の状態である。
同着・降着・競走中止などは存在しない。これは『STARHORSE2』でも同じである。
馬･騎手の名前は実名で登場する（海外騎手は仮名・海外馬名も一部仮名。ムンロ→マンロ、アルムタワケル→アームトークルなど）。実況は杉本清が担当。
馬主ゲームでの継続的なプレイのため、10桁の数字のパスワードを利用した情報保存システムを採用している。
2009年に『PROGRESS Returns』として6年ぶりにバージョンアップが行われた。

## 歴史

### STARHORSE
- 40レースを1年としレーシングプログラムに障害レースが組まれている。
- 後にWBCを除く1800m以上（『PROGRESS Returns』・『STARHORSE2』では1600m以上）のレースでショートカットが行えるようになった（3000m以上のレースと日経賞、有馬記念（共に2500m）では2段階で行われている）。
- また3歳戦は存在せず全て古馬戦であった。
- 初期バージョンで再現された競馬場は東京・中山・京都・阪神の4場のみであった。
- BETタイムの曲は全てオリジナルであり、今でもセガのサイトで聞くことができる。
- 馬券ゲームは単勝・複勝・馬連・ワイドのみ。ランキング機能は無い。
- 馬主ゲームの配当はWBCは3着、それ以外のレースは2着以内で貰える。
- 1000枚以上のJACKPOTを出すと、WORLD DERBYで200枚以上のJACKPOTを出したときのBGMをアレンジした曲が流れる（『PROGRESS』まで）。

### STARHORSE 2001
- 60レースを1年、障害レースが廃止、3歳戦及び中京競馬場のレースが追加、BETタイムの音楽も実際の本馬場入場の曲という今の形になる。
- 馬券ゲームではライドが追加される。新聞の印通りの馬券を買うこともできるようになる。
- ランキング機能もこの作品から搭載された。

### STARHORSE 2002
- 馬主ゲームにラリーが追加。GIII・GII・GI・WBC・全レースそれぞれ制覇するとボーナスが貰える。
- ライドの登場により、店舗の想定を大幅に越えた数万枚、状況次第では10万枚以上のジャックポットが発生することとなり、本バージョンより払い出しのカットオフ機能が追加された。
- カットオフ機能が発動した場合でもランキングやゲーム内のシステムとしては払い出しが行われたとして判定される。

### STARHORSE PROGRESS
- 馬券ゲームにサイドが追加。
- 馬主ゲームではWBC以外のレースでも3着までに配当がでるようになり1頭で皐月賞・東京優駿・菊花賞、いわゆるクラシック3冠を達成すると大型プロジェクター上部の電光掲示板に表示されている枚数、最高で99999枚を獲得できる。プログレッシブ枚数は馬主ゲームのベット枚数の積算で増える。
- 馬券ゲームでダブルチャンスが発生。サイド以外の選ばれた券種の配当が倍になる。
- WBCの1着の賞金が2000枚から3000枚にアップした。
- WBCのオリジナルBGMが2種類追加された。

### STARHORSE PROGRESS Returns
- 阪神競馬場を改修後のコースに変更の予定だったが、ゲーム上は旧コースの設定となっている。
  - このため神戸新聞杯の施行距離が実レースの芝・外回り2400mではなく、芝2000mとなっている。
- 障害レースを5レース追加（中山グランドジャンプ、中山大障害、阪神スプリングジャンプ、京都ハイジャンプ、FAR EAST GRAND JUMP）。
  - FAR EAST GRAND JUMPは極東競馬場で行われるオリジナルの障害レースで、上記レースで勝利した馬が招待される[注 1]。
  - 障害レースのショートカットは、障害間の距離が長い場合のみ行われる（障害をジャンプする場面はカットしない）。
- 2003年（ネオユニヴァース）、2005年（ディープインパクト）、2008年（ディープスカイ）の各世代の馬が登場。
- WBCにSTARHORSE2のSWBCで登場の逃げ馬オルコックアラビアンが登場、WBCM、WBCC、WBCTにランダムで出走する。
- GI時における勝ち馬の写真の追加（WBC以外は2008年の各レース勝ち馬）、差し替え。
- GII、GIII、J・GIIレースでは旧仕様のターフィー、勝馬投票券に関する注意喚起が表示されなくなり代わりに競馬場のCGが表示される。
- 2008年のJRAレーシングプログラムに準拠。これにより、ジャパンカップダートが東京の2100mから阪神の1800mに変更された。
  - 一部の競走を追加・削除（追加：阪神カップと、前述した障害4レース 変更：セントウルステークス→GIIに格上げ。削除：CBC賞→GIIIに格下げのため。シリウスステークス→距離が1400mから2000mに延長されたため。京阪杯→距離が1200mに変更されたため）。ただしヴィクトリアマイルは追加対象となっていない。また中日新聞杯は実際のレースでは2006年から2000mとなっているが、施行距離は従来の1800mとなっている。
- ダブルチャンスが複数選択されることがあり、全ての馬券がダブルチャンスとなることもある。
- 『STARHORSE PROGRESS』での馬の代数データや自己生産馬の能力は完全に引き継がれる[注 2]。

### StarHorse Pocket
- 2017年に配信されたスマートフォン向けのゲーム｡

## ゲーム内容
ゲームは、馬券ゲーム、馬主ゲームの2つを同時に楽しむことができる。

### 馬券ゲーム
- 単勝、複勝、馬連、ワイド、ライド、サイドの6タイプの馬券からなり1.0 - 99999.9倍まで表示する。
- 関東競馬新聞協会7紙（勝馬、ケイシュウNEWS、競馬ブック、競馬研究、ホースニュース・馬、ダービーニュース、日刊競馬）の協賛を得て予想の印がスターホース独自の競馬新聞セガスポと合わせてシミュレートされ、打たれている。
- ライド・サイドはスターホースだけでの馬券である。
  - ライドは複勝と同じルールであるが、オッズが小数点以下第3位まである。
  - 前のレースに獲得したメダル（ラリーボーナスは除く）の全てまたは半分を上限まで賭けることができる。
  - ペイアウト率が複勝以上であるため、馬券ゲームのなかで有利な馬券である。
  - サイドはプレイヤー以外の馬に表示されている枚数を支払い、その馬が3着以内に入ると馬主ゲームと同じ配当が貰える。
  - 所有権は1レースのみ。
  - サイドで馬の所有権を買えるのは1人のみで先着順である。
- レーススタート直後にダブルチャンスが発生する。流れ星などの予告機能もある。
  - ダブルチャンスではサイド以外のどれか一つが配当が倍になる。
  - ランキングには2倍される前のオッズで記録される。

### 馬主ゲーム
配合
- 種馬と肌馬を決めて配合する。このとき、パスワードで継承引退させた馬を配合させることもできる。

命名
- 2文字〜10文字の間で好きな名前を決めることができる（実際での競馬では2〜9文字）
- 顕彰馬や他のプレイヤー・コンピュータの馬の名前は使えない。
- 馬名としてふさわしくない名前の場合、実況で名前は呼ばれない。
- 特定の馬名をつけた場合は「予め吹き込まれている音声」で実況される事がある（通常は想定されうるアクセントを利用した合成が利用される）。
- 暗証番号を任意で決めた後（設定しないこともできる）、3歳にするか否かを決める。古馬の場合、3歳戦には出られない。スプリンターズS〜WBCTの間に作成すると無条件に古馬になる。
- 条件戦を勝ちぬいた後、コメントが出る。そのコメントの内容である程度の能力がわかる。

入厩
- 前回放牧時に控えておいたパスワードを入力することにより、馬主ゲームを再開できる。暗証番号もここで入力する。

調教（1レースに1回のみ）
- ウッドチップ、ダート、芝、坂路、リフレッシュ、秘密特訓、極秘特訓の7種類がある。極秘特訓以外はいつでも行える。

飼葉（1レースに1回のみ）
- 主に体重調整・疲労回復の効果がある。極秘特訓後に与える事で脚質が変化するものや日付限定で出現するもの、所有馬やサイドベットした馬のレース結果により出現するもの、所有馬が出走した際に他のサテライトからされたベット数により出現するもの、ペットゲームの収支により出現するもの、ランダムで出現するといった特殊飼葉が多数存在する。

出走
- 向こう3レースのうちどれか1レースの出走を登録できる。但し、次の場合登録できない。
  - 他のレースに登録済みの場合
  - WBCへの招待馬が確定する前、WBCより後のレース（例：シリウスSの時点でスプリンターズSの登録はできない）
  - 年齢・性別制限がある場合
- 1レースで全サテライトで8頭まで出走できる。
  - 出荷時設定ではGIIIは10枚、GIIは20枚。GIは30枚かかる。WBCは無料であるがGIを勝つか特別招待が来ないと出走できない。
    - 尚、店舗の設定により出走枚数が違う場合がある[注 3]。

  - WBC招待権は出走しなかった場合次回に持ち越される。
- 騎手は関東、関西、招待があり招待は出走レースと同じグレードを全制覇すると依頼できる。依頼した騎手が他の馬に取られて乗り替わることもある。

戦績
- 過去5戦の戦績・人気・馬体重・騎手、それに持ち馬歴代重賞勝利レースを見ることができる。
- ウイニングラリーの文字の部分を押すとその馬の勝鞍が表示される。

放牧
- 馬主ゲームを終わりたいときに使う。10桁のパスワードが表示され、書きとめることによって後日馬主ゲームを再開することができる。

引退
- 強制引退と継承引退がある。
  - 強制引退はいつでも引退できるが、配合することはできない。
  - 継承引退は残り80週を過ぎた古馬、120週厩舎にいた馬、またはGIを勝った古馬で行うことができる。このうち120週厩舎にいた馬のみ、育てた馬の特徴に関する質問が5つ出てくる。
- 後日配合したい時・他の持ち馬と配合させたい時にパスワードで記録しておくこともできる。